# Fuck the Facts
Fuck the Facts est un groupe canadien de grindcore, originaire de Gatineau, au Québec. Récompensé du prix Juno, le groupe est à l'origine d'un projet d'enregistrement solo du musicien Topon Das, dont le premier enregistrement a eu lieu en janvier 1997 et qui a commencé à utiliser le nom Fuck the Facts en 1998. Après de nombreux premiers enregistrements, y compris des cassettes split avec des groupes du monde entier, Fuck the Facts commence à se faire un nom dans le milieu underground auprès des fans de grindcore. 
En 2001, le premier CD-R studio, Discoing the Dead, est enregistré. La même année, Das monte un groupe complet pour poursuivre le projet,. Le groupe a depuis inventé les termes « bastardized grindcore » et « mullet-core » pour décrire son style musical.

## Histoire

### Formation (1998–2001)
Fuck the Facts débute en 1997 en tant que projet d'enregistrement sans nom de Topon Das. Le projet reste sans nom jusqu'à ce qu'il apparaisse sur une compilation sortie en 1998, lorsque Topon décide de l'appeler Fuck the Facts d'après une chanson du premier album de Naked City. Une cassette éponyme sort sur le label Dedfuk Records de Topon, compilant tous les enregistrements réalisés depuis le début du projet,. Fuck the Facts sort des cassettes split avec Cult of the Damned, Longdreamdead et S.M.E.S. puis, en septembre 2000, une autre cassette longue durée intitulée Vagina Dancer sur le label slovaque Where Late the Birds Sang. Vagina Dancer montre un côté plus expérimental et bruitiste de Fuck the Facts que l'album éponyme, qui présentait un style plus grindcore.

### Discoing the Dead, Mullet Fever (2001–2002)
Avec les deux cassettes et les différents splits, Fuck the Facts commence à gagner en notoriété dans le monde underground du noise et du grindcore. L'album suivant, Discoing the Dead, est enregistré en 2000 et sort sur Ghetto Blaster Recordings (un autre label géré par Topon) le 6 février 2001. Les réactions positives à cet album motivent Topon à continuer Fuck The Facts en tant que groupe à part entière. Le batteur Matt Connell et le guitariste Tim Audette le rejoignent fin février. Les trois enregistrent la musique d'un split avec Âmes Sanglantes, avant l'arrivée du chanteur Brent Christoff en avril et du bassiste Shomir Das en mai. En mai 2001, le groupe enregistre et sort Four0ninE, un EP qui contient une reprise de la chanson 409 des Beach Boys.
Shomir quitte le groupe au bout de trois jours, mais le groupe continue à jouer à quatre et donne son premier concert le 4 août 2001 à Melbourne, au Québec. Les concerts réguliers en Ontario et au Québec se poursuivent jusqu'à l'automne, lorsque le groupe décide d'enregistrer un album complet. Avant la fin de l'année 2001, le nouveau groupe Fuck the Facts sort Mullet Fever, la suite intégrale de Discoing the Dead. Mullet Fever, avec sa phrase d'accroche 37 Songs in 35 Minutes, présente un son grindcore plus influencé par le punk, bien qu'il conserve une certaine influence noise.

### Backstabber Etiquette, splits (2002–2003)
Début 2002, après l'enregistrement de Mullet Fever, Brent Christoff est remplacé par Mel Mongeon. Bien que Mel ait fait une apparition sur un split enregistré précédemment, son premier enregistrement en tant que membre du groupe fut un réenregistrement de la chanson The Burning Side pour la compilation Goreland sortie par Black Hole Productions (la chanson figurait à l'origine sur Discoing the Dead, interprétée par Topon). Depuis qu'il a rejoint le groupe, Mel a réalisé la plupart des illustrations des albums de Fuck the Facts.
Au cours de l'été 2002, le groupe élargit sa zone de tournée jusqu'à Winnipeg à l'ouest, et effectue une tournée dans les Maritimes en décembre. Cette tournée, ainsi que la sortie d'un split avec Sylvester Staline, permet au groupe d'élargir sa base de fans à l'étranger. L'été 2002 voit également la sortie, sur Mandarangan Recordings, d'Escunta, la suite bruitiste tant attendue de Vagina Dancer, qui avait en fait été enregistrée entre la fin de 1999 et le début de 2000.
Après la tournée de l'hiver maritime, Fuck the Facts enregistre son nouvel album, Backstabber Etiquette, sorti au début de l'année 2003 sur le label Grind It ! Records (un sous-label de Great White North Records). Ce nouvel album présente un son plus mûr qui incorpore des éléments de death metal progressif dans un son déjà en expansion.
Après la sortie de Backstabber Etiquette, le groupe part en tournée. Ces événements s'avèrent trop exigeant pour le guitariste Tim Audette (décédé de la sclérose en plaques en 2021), qui quitte le groupe en juin 2003. Le groupe continue à jouer à trois et enregistre une série de trois splits avec Feeble Minded (My Anorexia, 2003), Sergent Slaughter (Overseas Connection, 2004) et Subcut (Eponymous, 2004). Pendant l'enregistrement des morceaux pour ces split, le guitariste Dave Menard rejoint le groupe et apporte une nouvelle inspiration ; le split avec Subcut sera le dernier enregistrement avec le batteur Matt Connell, qui part rejoindre le groupe de gore metal Exhumed.

### Legacy of Hopelessness(2004–2006)
Matt Connell est remplacé par le batteur Tim Olsen, et Marc-André Mongeon devient bassiste (le premier depuis le départ de Shomir en 2001). Le groupe tourne à travers le Canada pendant l'été 2004, mais Marc et Dave quittent le groupe au milieu de l'année 2005.
Mathieu Vilandré et Steve Chartier (alias Esteve Decalisse) sont embauchés respectivement à la guitare et à la basse à temps pour la tournée de soutien du prochain album de Fuck the Fact, Legacy of Hopelessness. Cet EP de six chansons est enregistré à l'automne 2004 et coédité en juin 2005 par Ghetto Blaster Recordings et Capital Kill, le label de Steve. Beaucoup plus expérimental, Legacy of Hopelessness comporte plus d'éléments électroniques et ambient combinés au son grindcore habituel de Fuck the Facts. La tournée de soutien de l'été pour l'EP emm-ne le groupe de Sydney, en Nouvelle-Écosse, à Vancouver, en Colombie-Britannique.

### Stigmata High-Five(2006-2007)

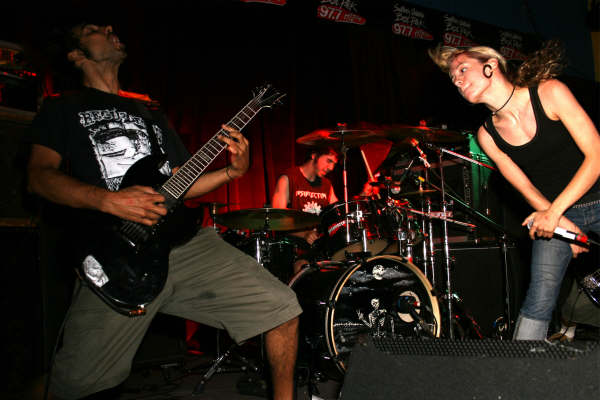
Fuck the Facts en concert en 2007. De gauche à droite, Topon Das, Mathieu Vilandré, Mel Mongeon.

Au retour de la tournée Legacy of Hopelessness, Mathieu Vilandré et Steve Chartier sont intégrés au groupe en tant que membres permanents. C'est à cette époque que le groupe enregistre une démo de deux chansons pour la pré-production afin d'indiquer la direction que prendra le groupe pour son prochain album. Ces démos sortent finalement sur deux splits, avec Pleasant Valley (The Blasphemy of Free Thought/The Wreaking, 2006), et Mesrine (Eponymous, 2006), et sont utilisées pour chercher un contrat d'enregistrement.
Début 2006, Tim Olsen est prié de quitter le groupe. Mathieu Vilandré, qui l'avait remplacé à la batterie, prend le poste de manière permanente et l'enregistrement du prochain album commence. Au début du processus d'enregistrement, le groupe est contacté par Relapse Records et obtient  un contrat de trois albums qui commencerait avec leur prochain album. Entre-temps, la Collection of Splits 2002-2004 est publiée par Great White North Records, et expose les fans à de la musique qui avait été difficile à acquérir en raison de pressages limités. Il comprend tous les morceaux de la Collection de Splits 2002-2004, ainsi que les morceaux de la Ccollection de Splits 2002-2004. Elle comprend tous les morceaux des splits sortis entre CBackstabber Etiquette et CLegacy of Hopelessness (avec Subcut, Sergent Slaughter, Feeble Minded et Sylvester Staline) ainsi que des titres MP3 améliorés de certains splits antérieurs.
L'été 2006 est marqué par des tournées dans les Maritimes, dans le Nord-Est des États-Unis (y compris un concert au New England Doom and Grind Festival), en Ontario et au Québec. En août 2006, Stigmata High-Five sort sur le label Relapse Records. L'album marque non seulement un changement de direction musicale, mais aussi une évolution dans la qualité de l'enregistrement. Pour la première fois, le groupe fait appel à un producteur pour l'aider à forger son son, et se rend dans un studio professionnel pour enregistrer.
Après la sortie de Stigmata High-Five, le groupe tourne un clip vidéo pour la chanson The Sound of Your Smashed Head, avec des acteurs locaux comme Adam Steptoe, Luke Williams et Eugene Swain. Une tournée de sept semaines aux États-Unis, incluant une participation au Relapse Contamination Festival, ainsi qu'une tournée de trois semaines en Ontario et au Québec, se succèdent jusqu'en juin 2007, date à laquelle le groupe décide de faire une pause et de commencer à travailler sur son prochain album.

### Disgorge Mexico(2007–2009)
Après la dernière tournée de Stigmata High-Five en juin 2007, le groupe se sépare du bassiste Steve Chartier, puis a passé deux semaines à faire l'aller-retour au Mexique pour écrire le matériel de leur prochain album. L'album a été enregistré en août, mais les trois membres restants ont décidé qu'il était temps de faire une pause. En janvier 2008, ils sont de retour sur scène. La tournée, ainsi que quelques problèmes personnels, ralentissent la progression du mixage et du mastering de l'album, mais en avril, il est annoncé que Disgorge Mexico sortirait en Amérique du Nord le 22 juillet 2008, en tant que deuxième album du groupe chez Relapse Records. Le groupe célèbre la sortie de l'album en organisant une soirée gratuite de sortie du CD au cours de laquelle ils interprètent l'intégralité de l'album le 2 août à Hull, au Québec.
En 2009, Fuck the Facts entame sa première tournée européenne, à laquelle se sont joints, du 12 février au 3 mars 2009, Antigama, label polonais de Relapse Records, et le groupe de grindcore néerlandais Dr. Dans une interview, Topon souligne l'ironie du fait que le groupe n'arrivait qu'aujourd'hui en Europe, étant donné que nombre de leurs albums précédents (jusqu'à dix ans plus tôt) avaient été publiés sur des labels européens. Fin 2009, le groupe annonce que le bassiste Marc Bourgon était devenu un membre à part entière du groupe. Marc tournait avec le groupe depuis janvier 2008, et avait enregistré avec le groupe sur leur dernier split avec Leng Tch'e.

### Unnamed EPet autres albums (depuis 2010)
Fin 2009, le groupe annonce que l'année suivante verrait la sortie d'un nouvel EP, de leur première vidéo et d'un nouvel album. Fin février 2010, ils sortent Unnamed EP qui a été enregistré par le groupe et dont la pochette a été créée et imprimée par le groupe - les critiques ont loué le groupe pour son éthique DIY. Début mars, le groupe part pour l'Europe effetuant une tournée d'un mois, Unnamed European Tour 2010, dont il publie une vidéo.
De retour en Amérique du Nord, le groupe termine la réalisation de sa première vidéo, Disgorge Mexico, The DVD : Le DVD combine une performance live de leur album Disgorge Mexico de 2008 avec un court métrage réalisé par le cinéaste canadien David Hall qui utilise l'album comme bande sonore. Un DVD bonus comprenant une pléthore d'autres vidéos est également inclus en nombre limité.
Fuck the Facts sort Die Miserable le 11 octobre 2011 sur Relapse Records,,. Le groupe commence à enregistrer l'album en janvier 2010, mais le met en attente pour partir en tournée et sortir son EP et son DVD. L'album est nommé pour un Prix Juno dans la catégorie de l'album de métal/musique dure de l'année 2012, mais perd face à Venerable de KEN Mode. Un autre EP, Misery, sort le même jour. Fuck the Facts sort l'EP Amer le 18 juin 2013.
Le 1er octobre 2014, alors que le contrat avec Relapse Records arrive à son terme, le groupe sort de manière indépendante un nouvel EP, Abandoned,. Deux autres albums studio suivent : Desire Will Rot en 2015, et Pleine Noirceur en 2020. Desire Will Rot est nommé album heavy metal de l'année aux Prix Juno de 2016.

## Discographie

### Albums studio
- 1999 : Fuck the Facts (Dedfuk Records)
- 2000 : Vagina Dancer (Where Late the Bird Sang)
- 2001 : Discoing the Dead (Ghetto Blaster Recordings)
- 2001 : Mullet Fever (Ghetto Blaster Recordings)
- 2002 : Escunta (Mandarangan Recordings)
- 2003 : Backstabber Etiquette (Grind It! Records)
- 2006 : Stigmata High-Five (Relapse Records)
- 2008 : Disgorge Mexico (Relapse Records)
- 2011 : Die Miserable (Relapse Records)[40]
- 2015 : Desire Will Rot[41]
- 2020 : Pleine Noirceur[42]

### EP et autres
- 2001 : Four0ninE (Ghetto Blaster Recordings)
- 2005 : Legacy of Hopelessness (Ghetto Blaster Recordings / Capital Kill Records)
- 2006 : Collection of Splits 2002–2004 (Great White North Records)
- 2008 : The Wreaking (self released)
- 2010 : Unnamed EP (self released)
- 2010 : Disgorge Mexico: The DVD
- 2011 : Misery (auto-produit)
- 2013 : Amer
- 2014 : Abandoned